# Neville Bulwer-Lytton, 3. Earl of Lytton
Neville Stephen Lytton, 3. Earl of Lytton, OBE (geborener Bulwer-Lytton, * 6. Februar 1879 in Kalkutta, Britisch-Indien; † 9. Februar 1951 in Paris, Frankreich), war ein britischer Offizier, Sportler und Maler.

## Biografie

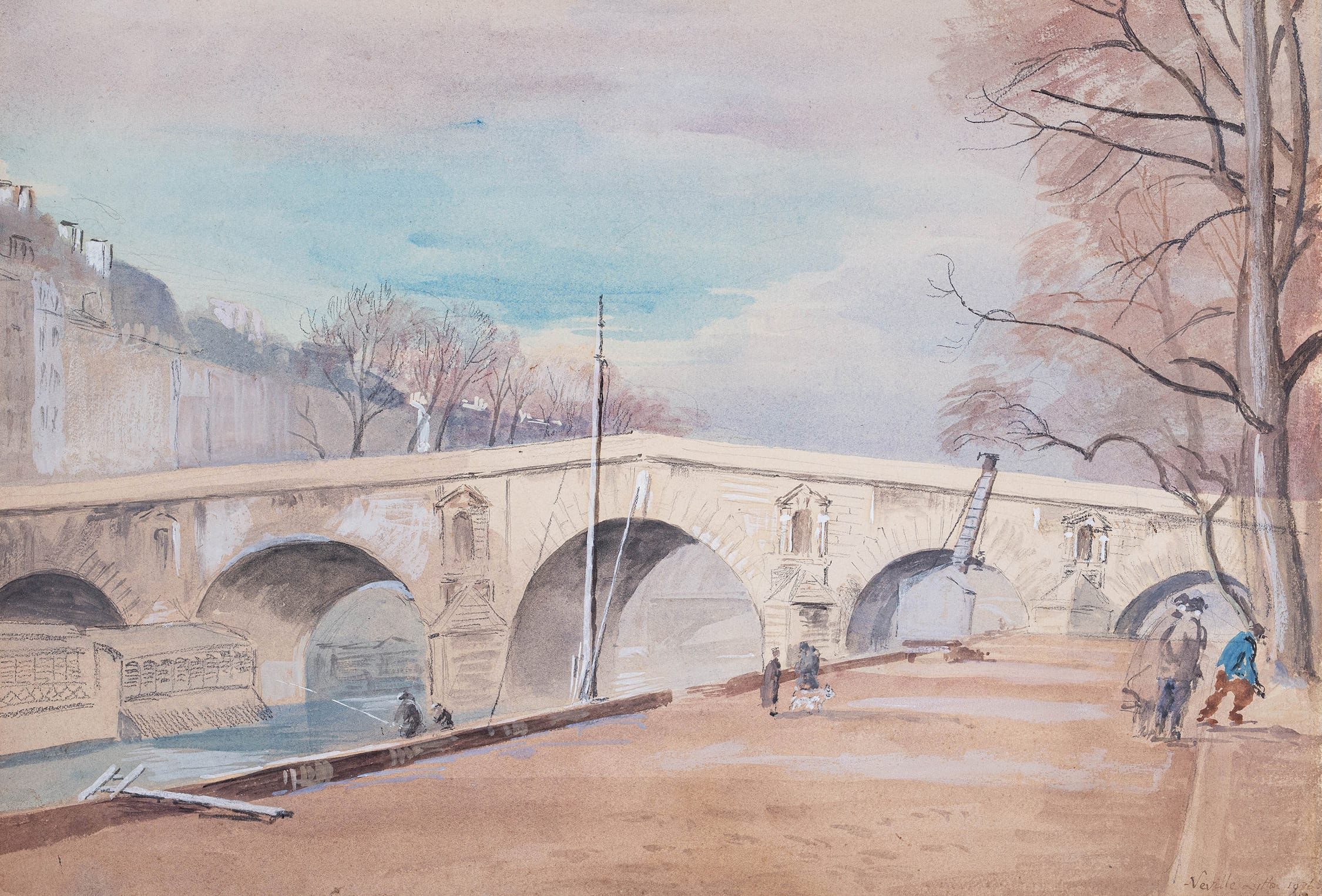
Paris: ‘Le Pont Marie’ (1936); Wasserfarben und Gouache

Er kam als jüngstes von sieben Kindern des Diplomaten Robert Bulwer-Lytton, 1. Earl of Lytton, und dessen Frau Edith Villiers in Britisch-Indien zur Welt. Er besuchte zunächst das Eton College und später die École des Beaux-Arts in Paris.
Am 2. Februar 1899 heiratete er Judith Blunt in Kairo. Das Paar wohnte auf dem Crabbet Park Arabian Stud in Sussex, Vereinigtes Königreich, wo es drei Kinder bekam:
- Noel Anthony Scawen Lytton, 4. Earl of Lytton, 17. Baron Wentworth (1900–1985), ⚭ 1946 Clarissa Mary Palmer (um 1916–2006);
- Lady Anne Lytton (1901–1979);
- Lady Winifrid Lytton (1904–1985), ⚭ 1921 Claude Tryon († 1949).

Als ihm die Eltern seiner Gattin 1904 das Anwesen Crabbet Park übereigneten, änderte er den Familiennamen von Bulwer-Lytton zu Blunt-Lytton.
Während des Ersten Weltkriegs diente Neville Lytton als Major des 11th Battalion des Royal Sussex Regiment der British Army an der Westfront. Er kämpfte sowohl in der Schlacht an der Somme als auch in der Schlacht bei Amiens. Er wurde mentioned in despatches und 1918 als Officer of the British Empire sowie von der französischen Regierung als Chevalier de la Légion d’Honneur ausgezeichnet.
Später entfremdete sich seine Frau von ihm und das Paar ließ sich 1923 scheiden. Er änderte daraufhin den Familiennamen von Blunt-Lytton zu Lytton. Am 1. Mai 1924 heiratete Neville in Frankreich in zweiter Ehe Rosa Alexandra Fortel († 1980) aus Saint-Rambert-en-Bugey. Mit ihr hatte er eine Tochter, Lady Madeleine Elizabeth Lytton (* 1921), die später Tänzerin und Choreographin wurde.
Beim Tod seines Bruders Victor Bulwer-Lytton, 2. Earl of Lytton, erbte er 1947 dessen Adelstitel als 3. Earl of Lytton, 3. Viscount Knebworth, 4. Baron Lytton und 4. Baronet, of Knebworth. Mit den Titeln war ein Sitz im britischen House of Lords verbunden.
Bei seinem eigenen Tod, 1951, erbte sein Sohn Noel seine Adelstitel.

## Sportliche Karriere
Von 1896 bis 1898 war er im Hertfordshire County Cricket Club als Cricketspieler aktiv. 1908 nahm er bei den Olympischen Spielen in London am Jeu de Paume-Turnier teil, wo er die Bronzemedaille gewann. In den Jahren 1911, 1912 und 1913 war er internationaler Amateur-Tennismeister.

## Künstlerische Tätigkeit
Er betätigte sich als Porträt- und Landschaftsmaler und stellte im Zeitraum von 1900 bis 1940 unter anderem in der Walker Art Gallery, beim New English Art Club, der Royal Society of Portrait Painters oder in der Royal Academy of Arts aus. Er wurde auch Mitglied der Société nationale des beaux-arts in Paris und stellte dort Bilder aus. Gertrude Denman, Baroness Denman (Gattin des Thomas Denman, 3. Baron Denman), gab Fresken für die Gemeindehalle Victory Hall in Balcombe in Auftrag, diese beruhen auf seinen Kriegserfahrungen.